# Баоне
Баоне (італ. Baone, вен. Baon) — муніципалітет в Італії, у регіоні Венето, провінція Падуя.
Баоне розташоване на відстані близько 380 км на північ від Рима, 55 км на захід від Венеції, 24 км на південний захід від Падуї.
Населення — 3151 особа (2014).
Щорічний фестиваль відбувається 10 серпня. Покровитель — святий мученик Лаврентій.

## Демографія
Населення за роками:

Станом на 1 січня 2023 року в муніципалітеті офіційно проживало 76 іноземців з 29 країн, серед них 29 громадян країн Євросоюзу та 9 громадян України.

## Сусідні муніципалітети
- Аркуа-Петрарка
- Чинто-Еуганео
- Есте
- Гальциньяно-Терме
- Лоццо-Атестіно
- Монселіче